# Иван Елезов
Иван Елезов е български общественик и просветен деец, активист на Народната федеративна партия (българска секция).

## Биография
Иван Елезов е роден в град Велес, тогава в Османската империя. Започва да преподава в Мехомия заедно с Пандора Елезова, където се сближава с групата на Яне Сандански. След Младотурската революция през август 1909 година е делегат от Разложко на Учредителния конгрес на Народната федеративна партия (българска секция).
След избухването на Балканската война в 1912 година и окупацията на Вардарска и Егейска Македония през декември 1912 година Елезов участва в срещата на македонски дейци във Велес, организирана от Димитър Чуповски, на която присъстват Ангел Коробар, Ризо Ризов, Александър Мартулков, Крум Зографов, Йован Попйорданов, Петър Попарсов, Димитър Ничев и Методи Попгошев. Те решават да изпратят представители на Лондонската конференция, както и в Париж, за да се борят за запазване на целостта на Македония. Опитът им се оказва неуспешен.